# Michael McGovern (piłkarz)
Michael McGovern (ur. 12 lipca 1984 w Enniskillen) – piłkarz z Irlandii Północnej występujący na pozycji bramkarza w Norwich City. Zawodową karierę rozpoczynał w 2004 roku w Celticu, następnie był wypożyczany do Stranraer i St. Johnstone. W 2008 roku został kupiony do Dundee United, a rok później trafił do Ross County. Jest byłym reprezentantem Irlandii Północnej do lat 21, a w 2008 roku otrzymał pierwsze powołanie do dorosłej kadry.